# ستوديو ريو غا غوتوكو
ستوديو ريو غا غوتوكو (بالإنجليزية: Ryu Ga Gotoku Studio)، هي شركة يابانية تابعة للشركة الأم سيغا، تأسست سنة 2011، وتقوم بإنتاج وتطوير ماتبقى من سلاسل ياكوزا، وغيرها من الألعاب، مثل لعبة ياكوزا 5 وغيره.